# Маккейн, Джонатан
Джонатан Давид Маккейн (англ. Jonathan David McKain; 21 сентября 1982, Брисбен, Австралия) — австралийский футболист, опорный полузащитник. Участник Олимпийских игр 2004 года.

## Клубная карьера
Маккейн начал карьеру в клубе «Брисбен Страйкерз». За команду он отыграл четыре сезона после чего уехал в Румынию, где выступал за «Национал (Бухарест)» и «Политехнику (Тимишоару)».
В 2008 году Джонатан вернулся на родину подписав соглашение с новозеландским «Веллингтон Феникс». 17 августа в матче против «Брисбен Роар» он дебютировал в Эй-лиге. 15 января 2010 года в поединке против «Норт Квинсленд Фьюри» Маккейн забил свой первый гол за «Феникс».
Летом того же года Джонатан отправился на заработки в Саудовскую Аравию, год отыграв за «Аль-Наср» из Эр-Рияда. После возвращения он подписал контракт с «Аделаида Юнайтед». 9 октября 2011 года в матче против «Перт Глори» Маккейн дебютировал за «Аделаиду». Он был выбран капитаном команды. В начале 2015 года Джонатан перешёл в малайзийский «Келантан».

## Международная карьера
В 2008 году в составе олимпийской сборной Австралии Маккейн принял участие в Олимпийских играх в Афинах. На турнире он сыграл в матче группового этапа против команды Туниса, Сербии и Черногории и Ирака.
9 октября 2004 года в матче Кубка Океании против сборной Соломоновых островов Джоанатан дебютировал за сборную Австралии. По итогам турнира он стал его победителем.
В 2005 году Маккейн принял участие в Кубке конфедераций. На турнире он сыграл в матчах против команд Аргентины, Германии и Туниса.
В 2011 году Джонатан попал в заявку национальной команды на участие в Кубке Азии. На турнире он был запасным и на поле так и не вышел, но по итогам соревнований завоевал серебряную медаль.

## Достижения
Международные
 Австралия
- Кубок наций ОФК — 2004
- Кубок Азии — 2011